# Санта-Исабель (Чиуауа)
Санта-Исабель (исп. Santa Isabel) — посёлок в Мексике, штат Чиуауа, входит в состав одноимённого муниципалитета и является его административным центром. Численность населения, по данным переписи 2010 года, составила 1378 человек.

## История
Поселение было основано в 1668 году францисканскими монахами под названием Santa Isabel в честь Святой Елизаветы, ставшей покровительницей поселения. В 1932 году конгрессом штата посёлок был переименован в Анхель-Триас (исп. Ángel Trías) в честь борца с интервентами и губернатора штата — генерала Анхеля Триаса.
В 1993 году конгрессом штата было принято решение вернуть посёлку прежнее название Санта-Исабель.